# Pauline Hopkins
Pauline Elizabeth Hopkins (1859 a Portland, Maine - 13 d'agost de 1930 a Cambridge, Massachusetts) fou una novel·lista, periodista, dramaturga, historiadora i editora afroamericana estatunidenca. És considerada una pionera pel seu ús de la novel·la romàntica per explorar temes socials i racials.

## Infància i joventut
Hopkins va néixer a Portland, Maine, el 1859 i va créixer a Boston, Massachusetts. Era filla de Benjamin Northup i Sarah Allen. El seu pare era un home influent de Providence, Rhode Island, gràcies als seus contactes polítics, i la seva mare era una amerindia d'Exeter, Nova Hampshire.
La mare de Pauline, Sarah Allen, va estar casada durant un breu temps amb Benjamin Northup, de qui tindria la seva filla. Tot i que no fos el seu pare biològic, ja que Pauline considerava William el seu pare i per això va adoptar-ne el cognom.
Els pares de Pauline la van encoratjar a estudiar. El 1874, mentre estudiava a l'institut, va participar en un concurs d'assajos de la Societat d'editors congregacionals de Boston que havia estat fundada per l'antic esclau, novel·lista, i dramaturg William Wells Brown. El seu assaig Evils of Intemperance and Its Remedies urgia els pares a controlar l'educació dels seus fills. Hopkins va guanyar aquesta competició i els jutges van felicitar a l'autora per la seva escriptura excel·lent.
Abans d'esdevenir una periodista llegendària, va obtenir l'atenció pública com a dramaturga, actriu i cantant. El març de 1877 va fer la seva primera actuació en l'obra Pauline Western, the Belle of Saratoga. Va actuar en moltes obres de teatre i va rebre bones crítiques. A la dècada de 1900 va decidir enfocar la seva carrera cap a la literatura.

## Carrera literària
La seva primera obra coneguda és una obra de teatre musical titulada Slaves' Escape, or The Underground Railroad, que es va representar per primera vegada el 1880. El 1900 es va publicar el seu primer conte, Talma Gordon, que és considerada com la primera història de misteri afroamericana. A la seva primera novel·la, Contending Forces: A Romance Illustrative of Negro Life North and South (1900), explora les dificultats que pateixen els afroamericans pel racisme sobrevingut després de la Guerra Civil dels Estats Units. Entre el 1901 i el 1903 va publicar tres novel·les a la revista afroamericana Colored American Magazine: Hagar's Daughter: A Story of Southern Caste Prejudice, Winona: A Tale of Negro Life in the South and Southwest i Of One Blood, or The Hidden Self. Algunes vegades va utilitzar el pseudònim Sarah A. Allen. Les seves obres de ficció van ajudar a augmentar subscriptors i lectors de la revista.
Després de la seva implicació amb la Colored American Magazine, Hopkins va publicar quatre històries addicionals que conformen una sèrie: Hagar's Daughter: A Story of Caste Prejudiced, Winona: A Tale of Negro Life in the South and Southwest, and Of One Blood; or The Hidden Self que foren publicats en la mateixa revista. Altres escriptors afroamericans de la seva època, com Charles Chesnutt, Paul Laurence Dunbar, i Sutton Griggs, van elogiar l'obra de Pauline Hopkins.
Tot i que fou menys coneguda que altres figures del Renaixement de Harlem, és considerada com una de les escriptores afroamericanes més prolífiques de la primera dècada del segle xx. Hopkins, a banda d'escriptora, fou editora de la revista Colored American Magazine
Of One Blood or The Hidden Self explica la història de Reuel Briggs, un estudiant de medicina que no aprecia la seva herència africana fins que es troba a si mateix en un viatge arqueològic a Etiòpia. Ell hi viatja a la recerca de tresors, però hi troba més del que esperava: la veritat sobre la seva raça i la seva història que mai li havien explicat. Hopkins afirma que la novel·la critica l'auge de l'estigmatització i la degradació de la raça negra. El títol, Of One Blood, es refereix a un parentiu biològic de tots els éssers humans.
El 1988, l'editorial Oxford University Press va crear la col·lecció Schomburg, dels escriptors negres del segle xix. Va fer aleshores una reedició de la novel·la de Hopkins, Contending Forces: A Romance Illustrative of Negro Life North and South. També va reeditar les seves novel·les de la revista The Colored American Magazine.

## Llegat
Malgrat el clima imperant de racisme i totes les altres injustícies socials de la seva època, Hopkins va fer que la seva veu i la veu dels afroamericans fos escoltada. Tot i que era temorosa de les conseqüències de les seves accions, sabia que era necessari que el món conegués les lluites dels negres de principis del segle XX als Estats Units. Va manifestar que el llegat Northup que Pauline Hopkins voldria reclamar com a seu propi era la importància de l'acció pública, la consciència comunitària i l'ambició cívica del seu poble.

## Defunció
Hopkins va treballar com a escenògrafa els seus últims anys de vida. Va morir cremada en un incendi a la seva casa de Cambridge, Massachusetts.

## Obres publicades
- Slaves' Escape or The Underground Railroad, 1880.
- Contending Forces: A Romance Illustrative of Negro Life North and South Arxivat 2016-10-10 a Wayback Machine., 1900.
- "Talma Gordon". Primer es va publicar a The Colored American Magazine, 1900.
- Hagar's Daughter: A Story of Southern Caste Prejudice. Es va publicar serialitzada per primera vegada a The Colored American Magazine, 1901–02.
- Winona: A Tale of Negro Life in the South and Southwest. Es va publicar serialitzada per primera vegada a The Colored American Magazine, 1902–03.
- Of One Blood or The Hidden Self. Es va publicar per primera vegada serialitzada a The Colored American Magazine, 1903.